# KNVB beker 2014-2015
La KNVB Beker 2014-2015 è stata la 97ª edizione della Coppa d'Olanda di calcio. La competizione è iniziata il 26 agosto con gli incontri del 1º turno ed è terminata il 3 maggio 2015. Il Groningen, vincendo il torneo per la prima volta nella sua storia, si è qualificato per i play-off dell'Europa League 2015-2016.

## Partecipanti
Alla KNVB Beker partecipano le 18 squadre dell'Eredivisie e le 17 dell'Eerste Divisie (escludendo i club riserve) entrando direttamente al 2º turno. Le altre squadre si qualificano arrivando nei primi 12 posti della Topklasse o arrivando nelle semifinali di una KNVB Beker locale, la "dristrictsbeker" per i club che sono sotto alla Topklasse.

## Calendario
| Fase        | Turno            | Partita unica           |                         |
| ----------- | ---------------- | ----------------------- | ----------------------- |
| Preliminari | 1º turno         | 26-27 agosto 2014       | 26-27 agosto 2014       |
| Preliminari | 2º turno         | 23-24-25 settembre 2014 | 23-24-25 settembre 2014 |
| Preliminari | 3º turno         | 28-29-30 ottobre 2014   | 28-29-30 ottobre 2014   |
| Fase Finale | Ottavi di finale | 16-17-18 dicembre 2014  | 16-17-18 dicembre 2014  |
| Fase Finale | Quarti di finale | 27-28 gennaio 2015      | 27-28 gennaio 2015      |
| Fase Finale | Semifinali       | 7-8 aprile 2015         | 7-8 aprile 2015         |
| Fase Finale | Finale           | 3 maggio 2015           | 3 maggio 2015           |

## Fase preliminare

### Primo turno
| Squadra 1           | Risultato   | Squadra 2           |
| ------------------- | ----------- | ------------------- |
| 26 agosto 2014      |             |                     |
| Kozakken Boys       | 7 – 0       | Stormvogels         |
| 28 agosto 2014      |             |                     |
| ZSV                 | 0 – 4       | Lisse               |
| DOS 37              | 6 – 1       | WAVV                |
| HBS                 | 6 – 1       | SV Juliana          |
| Capelle             | 3 – 2 (dts) | EHC                 |
| FVC                 | 1 – 2       | Sportlust           |
| ADO '20             | 0 – 1       | SVV Scheveningen    |
| WKE                 | 1 – 0       | Pelikaan            |
| JOS Watergraafsmeer | 2 – 1       | Noordwijk           |
| SC Feyenoord        | 2 – 4 (dts) | De Dijk             |
| VV Oude Maas        | 1 – 3 (dts) | Dosko               |
| MSC Meppel          | 1 – 2       | ONS Sneek           |
| IJsselmeervogels    | 1 – 3       | JVC Cuijk           |
| Flevo Boys          | 6 – 2       | Haaglandia          |
| EVV                 | 4 – 0       | Spirit 30           |
| SV Deltasport       | 1 – 0       | RKSV Leonidas       |
| De Bataven          | 1 – 3       | Urk                 |
| Barendrecht         | 2 – 1 (dts) | De Ster             |
| ASWH                | 4 – 1       | HSC '21             |
| Jong Ajax           | 4 – 0       | De Valk             |
| Lienden             | 0 – 1       | Excelsior Maassluis |

### Secondo turno
| Squadra 1           | Risultato   | Squadra 2        |
| ------------------- | ----------- | ---------------- |
| 23 settembre 2014   |             |                  |
| VVSB                | 1 – 2       | Vitesse          |
| SVV Scheveningen    | 4 – 1       | Lisse            |
| Rijnsburgse Boys    | 0 – 3       | Sparta Rotterdam |
| Capelle             | 0 – 1       | Volendam         |
| Spakenburg          | 3 – 4       | NAC Breda        |
| VVV-Venlo           | 1 – 0 (dts) | Eindhoven        |
| ONS Sneek           | 0 – 3       | Dordrecht        |
| Kozakken Boys       | 1 – 2       | Sportlust        |
| HHC                 | 1 – 0       | RKC Waalwijk     |
| Flevo Boys          | 1 – 0       | DOS 37           |
| Excelsior Maassluis | 1 – 4       | Emmen            |
| SV Deltasport       | 2 – 1       | Willem II        |
| Almere City         | 3 – 2 (dts) | ADO Den Haag     |
| Jong Ajax           | 2 – 3 (dts) | N.E.C.           |
| Roda JC             | 2 – 1       | Heerenveen       |
| 24 settembre 2014   |             |                  |
| Dosko               | 0 – 1       | De Graafschap    |
| De Dijk             | 4 – 7 (dtr) | Fortuna Sittard  |
| HBS                 | 1 – 2       | Heracles Almelo  |
| AFC                 | 0 – 2       | Excelsior        |
| JOS Watergraafsmeer | 0 – 9       | Ajax             |
| PEC Zwolle          | 3 – 2       | TOP Oss          |
| Urk                 | 2 – 1       | UNA              |
| MVV                 | 4 – 3 (dts) | Helmond Sport    |
| JVC Cuijk           | 1 – 2       | GVVV             |
| EVV                 | 0 – 1       | AZ Alkmaar       |
| Den Bosch           | 0 – 4       | Cambuur          |
| De Treffers         | 2 – 1 (dts) | Telstar          |
| Barendrecht         | 1 – 4       | Groningen        |
| ASWH                | 2 – 3       | WKE              |
| Go Ahead Eagles     | 2 – 0       | Feyenoord        |
| 25 settembre 2014   |             |                  |
| Achilles '29        | 1 – 3       | Twente           |
| PSV                 | 2 – 0       | Utrecht          |

### Terzo turno
| Squadra 1       | Risultato   | Squadra 2        |
| --------------- | ----------- | ---------------- |
| 28 ottobre 2014 |             |                  |
| Urk             | 0 – 4       | Ajax             |
| VVV-Venlo       | 2 – 0       | MVV              |
| Fortuna Sittard | 2 – 3 (dts) | NAC Breda        |
| Heracles Almelo | 6 – 2       | Emmen            |
| De Graafschap   | 4 – 1       | SV Deltasport    |
| Vitesse         | 2 – 1       | Dordrecht        |
| 29 ottobre 2014 |             |                  |
| Almere City     | 1 – 5       | PSV              |
| PEC Zwolle      | 6 – 1       | HHC              |
| Volendam        | 3 – 0       | Sportlust        |
| GVVV            | 0 – 5       | AZ Alkmaar       |
| Flevo Boys      | 1 – 8       | Groningen        |
| Cambuur         | 2 – 0 (dts) | SVV Scheveningen |
| Go Ahead Eagles | 0 – 1 (dts) | Twente           |
| 30 ottobre 2014 |             |                  |
| De Treffers     | 1 – 3       | N.E.C.           |
| WKE             | 0 – 3       | Excelsior        |
| Roda JC         | 4 – 2 (dts) | Sparta Rotterdam |

## Fase finale

### Ottavi di finale
| Squadra 1        | Risultato   | Squadra 2  |
| ---------------- | ----------- | ---------- |
| 16 dicembre 2014 |             |            |
| VVV-Venlo        | 0 – 1       | PEC Zwolle |
| Heracles Almelo  | 0 – 3       | Cambuur    |
| 17 dicembre 2014 |             |            |
| De Graafschap    | 2 – 4       | Twente     |
| AZ Alkmaar       | 2 – 1       | N.E.C.     |
| Groningen        | 3 – 0       | Volendam   |
| 18 dicembre 2014 |             |            |
| Excelsior        | 6 – 0       | NAC Breda  |
| Ajax             | 0 – 4       | Vitesse    |
| 20 gennaio 2015  |             |            |
| Roda JC          | 3 – 2 (dts) | PSV        |

### Quarti di finale
| Squadra 1       | Risultato   | Squadra 2  |
| --------------- | ----------- | ---------- |
| 27 gennaio 2015 |             |            |
| Cambuur         | 2 – 3 (dts) | PEC Zwolle |
| Twente          | 3 – 0       | AZ Alkmaar |
| 28 gennaio 2015 |             |            |
| Groningen       | 4 – 0       | Vitesse    |
| Roda JC         | 1 – 4       | Excelsior  |

### Semifinali
| Squadra 1 | Risultato       | Squadra 2  |
| --------- | --------------- | ---------- |
| Twente    | 1 – 1 (2-4 dtr) | PEC Zwolle |
| Groningen | 3 – 0           | Excelsior  |

| Arbitro: | Danny Makkelie |

|             |                      |           |
| Mokhtar 87’ | Marcatori            | 82’ Brama |
|             | Tiri di rigore 2 – 4 |           |

| Arbitro: | Pol van Boekel |

|                                   |           |  |
| Hateboer 40’ Rusnák 53’ Chery 88’ | Marcatori |  |

### Finale
| Squadra 1  | Risultato | Squadra 2 |
| ---------- | --------- | --------- |
| PEC Zwolle | 0 – 2     | Groningen |

| Arbitro: | R. Liesveld |

|  |           |                 |
|  | Marcatori | 64’, 75’ Rusnák |